# Motomiya
Motomiya (jap. 本宮市, -shi) ist eine Stadt in der Präfektur Fukushima in Japan.

## Geographie
Motomiya liegt nördlich von Kōriyama und südlich von Fukushima.

## Geschichte
Die Stadt Motomiya wurde am 1. Januar 2007 aus der Vereinigung der Gemeinde Motomiya (本宮町, -machi) und dem Dorf Shirasawa (白沢村, -mura) des Landkreises Adachi gegründet.

## Verkehr
- Straße:
  - Tōhoku-Autobahn
  - Nationalstraße 4: nach Tokio und Aomori
- Zug:
  - JR Tōhoku-Hauptlinie: nach Aomori und Ueno

## Angrenzende Städte und Gemeinden
- Koriyama
- Nihonmatsu
- Ōtama
- Miharu